# جاکی هالو
جاکی هالو (به انگلیسی: Jockey Hollow) یک منطقهٔ مسکونی در ایالات متحده آمریکا است که در موریس‌تاون، نیوجرسی واقع شده‌است.